# Campagne du Niagara
Guerre de 1812
Batailles
Batailles de la campagne du Niagara :
- Queenston Heights
- Frenchman's Creek
- Fort George (en)
- Stoney Creek
- Beaver Dams
- Black Rock (en)
- Fort Niagara (en)
- Buffalo (en)
- Port Dover (en)
- Fort Érié (1er)
- Chippawa
- Lundy's Lane
- Fort Érié (2e) (en)
- Cook's Mills

La campagne du Niagara était la campagne finale lancée par les États-Unis pour envahir le Canada pendant la guerre anglo-américaine de 1812.
Sous le commandement du général Jacob Jennings Brown et du général Winfield Scott, les forces américaines commencèrent la campagne par la capture du Fort Érié sur la péninsule du Niagara. La bataille de Chippawa fut une victoire décisive pour les Américains.
À la bataille de Lundy's Lane, les deux côtés réclamèrent la victoire, mais les forces américaines avaient eu tellement de blessés qu'elles se retirèrent à Fort Érié. Après quoi, les Britanniques sous le commandement de Gordon Drummond essayèrent de capturer le Fort. Ils l'assiégèrent. Les Américains tinrent bon et les Britanniques levèrent le siège après avoir subi de lourdes pertes. Après la bataille de Cook's Mills, les forces américaines commandé par le général George Izard (en) abandonnèrent Fort Érié et retournèrent sur la rive des États-Unis.

## Batailles de la campagne du Niagara
- Bataille de Queenston Heights : 13 octobre 1812
- Bataille de Frenchman's Creek : 28 novembre 1812
- Bataille de Fort George : 25-27 mai 1813
- Bataille de Stoney Creek : 6 juin 1813
- Bataille de Beaver Dams : 24 juin 1813
- Bataille de Fort Niagara :19 décembre 1813
- Bataille de Buffalo : 30 décembre 1813
- Raid sur Port Dover : 14-16 mai 1814
- Capture de Fort Érié : 3 juillet 1814
- Bataille de Chippawa : 5 juillet 1814
- Bataille de Lundy's Lane : 25 juillet 1814
- Siège de Fort Érié : 4 août-21 septembre 1814
- Bataille de Cook's Mills : 19 octobre 1814